# Erbach (Odenwald)

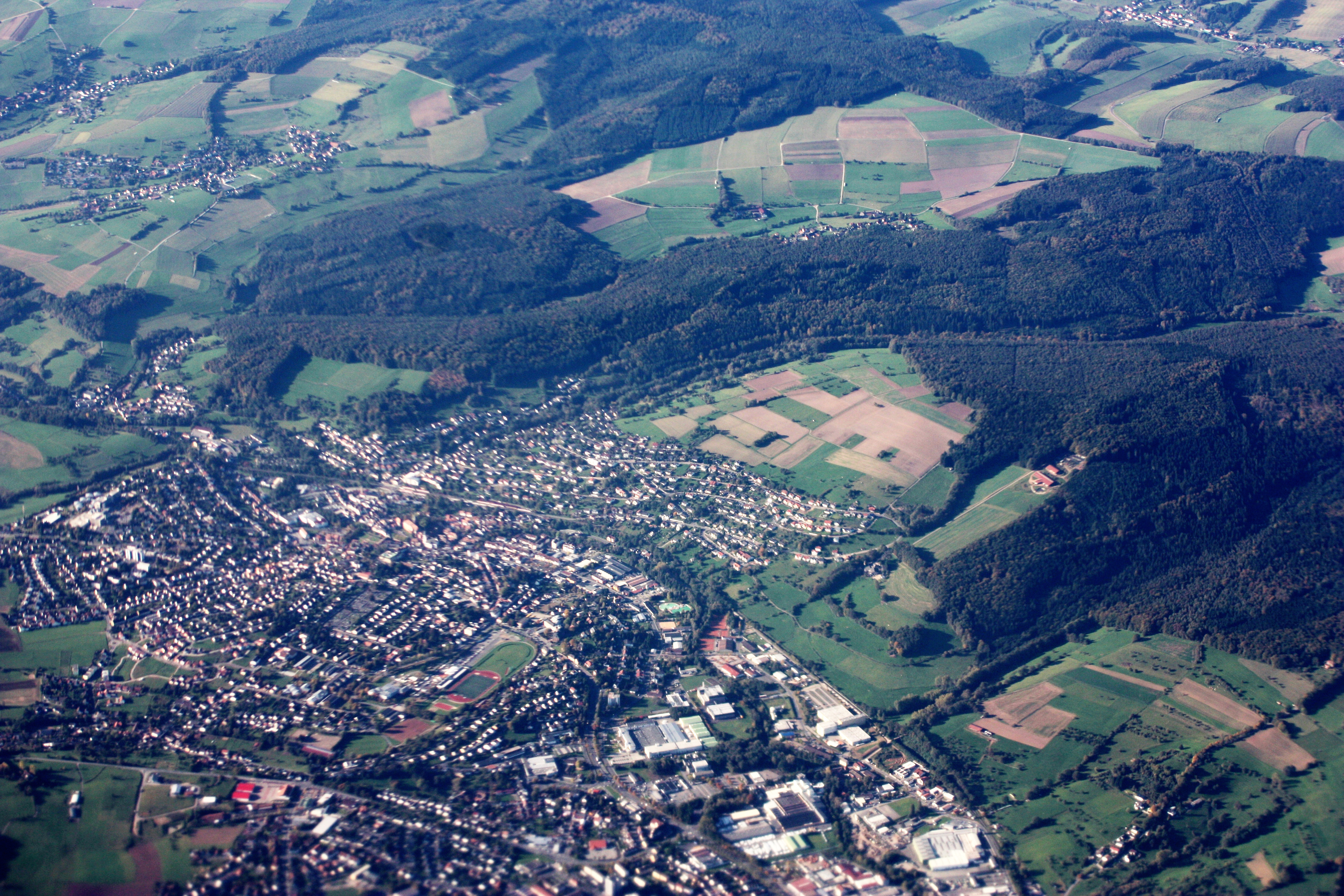
Erbach im Luftbild von Norden

Erbach ist die Kreisstadt des südhessischen Odenwaldkreises.

## Geographie

### Geographische Lage

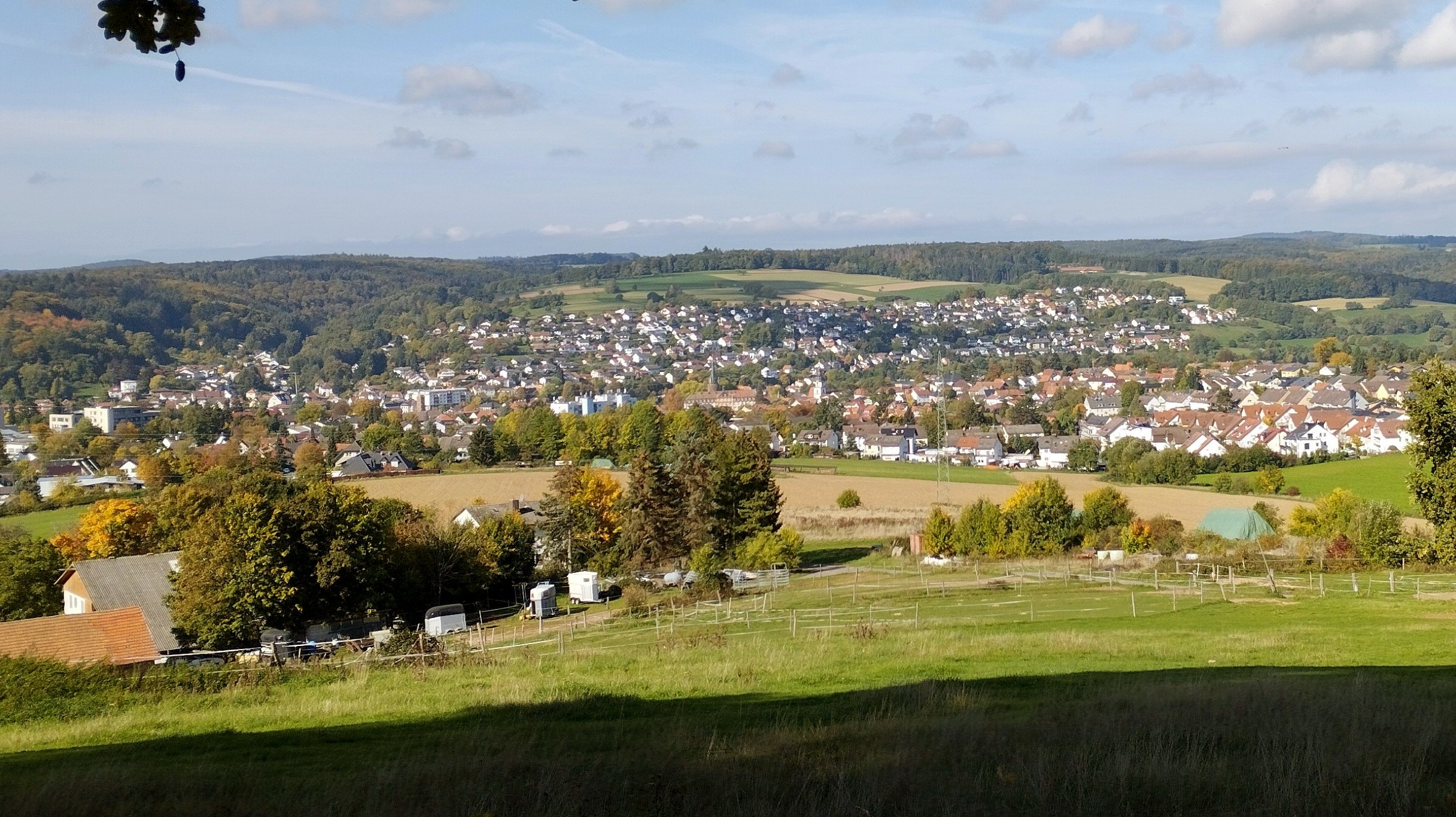
Erbach und das Mümlingtal von Osten (2022)

Erbach liegt im Buntsandsteingebiet des Odenwaldes, im Mümlingtal, das hier – im zentralen Bereich des Michelstädter Grabens – leicht aufgeweitet ist und die Andeutung eines Beckens schafft, das auch als Erbach-Michelstädter Becken bezeichnet wird. Das Stadtgebiet Erbachs nimmt zusammen mit der Nachbarstadt Michelstadt das südliche obere Ende des in Süd-Nord-Richtung verlaufenden Talzuges der Mümling ein und reicht im Westen und Osten bis zu den acht Kilometer voneinander entfernten Höhenlagen, die das Mümlingtal vom Mossautal (im Westen) und vom Mudtal sowie dem Ittertal (im Osten) scheiden. Entlang der Mümling zieht sich das Stadtgebiet vom Michelstädter Stadtrand im Norden siebeneinhalb Kilometer weit bis zur Marbach und dem Himbachel im Süden.
Direkt an der Mümling liegt im Norden des Stadtgebiets die Kernstadt Erbach in einer Höhenlage von 210 m ü. NHN, talaufwärts gefolgt von Lauerbach, Schönnen, Ebersberg und Marbach. In den linken westlichen Seitentälern liegen ganz im Norden der Weiler Roßbach im Quellgebiet des gleichnamigen Baches, der durch den Brudergrund die Kernstadt erreicht. Südlich von Roßbach folgen der Reihe nach auf der Höhe Elsbach, Günterfürst und Haisterbach. Östlich der Kernstadt schließt sich nahtlos die Bebauung von Dorf-Erbach an, das am Erdbach liegt. Weiter östlich an den Quellbächen des Erdbachs liegen, von Wald umgeben, Ernsbach und Erbuch. An das südöstliche Ende der Kernstadt schließt sich Erlenbach an. Am weitesten entfernt von der Kernstadt, in südöstlicher Richtung, und mit 515 m am höchsten gelegen ist das Waldhufendorf Bullau, das schon hinter der Wasserscheide zum Euterbach liegt, und mithin der einzige Erbacher Stadtteil ist, der nicht zur Mümling entwässert, sondern zum Neckar. In der Gemarkung Bullau liegen zum einen der Weiler Bullauer Eutergrund an der Landesgrenze zu Bayern und zum anderen mit dem Kohlwald (gelegentlich auch Kohlberg) (560,4 m ü. NN) die höchste Erhebung des Odenwaldkreises. Am tiefsten liegen die Kernstadt Erbach mit 210 m ü. NN und das Ufer der Mümling an der Stadtgrenze zu Michelstadt mit 200 m ü. NN.

### Geologie
Die Sedimentpakete aus dem Buntsandstein sind im Bereich zwischen Michelstadt und Beerfelden von einem in nord-südlicher (d. h. rhenanischer) Richtung angelegten Graben durchzogen, der auch als Michelstädter Graben bezeichnet wird. Der Graben ist ungefähr 8 km lang und bis zu 5 km breit. Als Entstehungszeit wird das späte Oligozän angenommen, d. h. die Absenkung begann vor 25 Millionen Jahren, als Auswirkung des Oberrheingrabeneinbruchs. Im Gegensatz zu den angrenzenden Hochflächen, die aus Schichten des Mittleren Buntsandsteins aufgebaut sind, sind im Graben großflächig Formationen des Oberen Buntsandsteins erhalten geblieben und an einzelnen Stellen sogar der darüberliegende Wellenkalk des Unteren Muschelkalks. Außerdem liegt über den mesozoischen Sedimenten im Graben vielfach eiszeitlich eingetragener Löss, vor allem an der östlichen Talseite, was den Bereich um Erbach und Michelstadt agrarökologisch günstiger macht als das Umland – sicherlich ein Grund für intensivere Besiedlung in der Geschichte und (doppelte) Stadtbildung.
Das Vorkommen mariner Mergel- und Kalksteine des Unteren Muschelkalks bei Dorf-Erbach und Stockheim hat in diesem Bereich zu Verkarstung geführt, d. h. zu unterirdischer Lösung des Kalks, die in der Erdbachschwinde (lokal auch Erdbacheinschlupf genannt) zum Ausdruck kommt: Bei Dorf-Erbach versickert der Erdbach, um dann ca. 100 m nördlich, nahe der Stockheimer Mühle, in einer Karstquelle wieder zutage zu treten.

### Nachbargemeinden
Erbach grenzt im Norden an die Stadt Michelstadt, im Osten an den Markt Kirchzell (Landkreis Miltenberg in Bayern), im Süden an die Stadt Oberzent sowie im Westen an die Gemeinde Mossautal (beide im Odenwaldkreis).
Die Städte Erbach und Michelstadt mit ihren nur zwei Kilometer voneinander entfernt liegenden Zentren sind baulich längst zusammengewachsen und bilden mit zusammen fast 30.000 Einwohnern den wirtschaftlichen Schwerpunkt des Odenwaldkreises. Eine für 2009 vorgesehene Fusion beider Städte wurde im November 2007 durch einen Bürgerentscheid verhindert. Es wird nun beiderseits nach anderen Möglichkeiten gesucht, die kommunale Zusammenarbeit zu vertiefen.

### Stadtgliederung
Die Kreisstadt Erbach besteht aus den Stadtteilen:
- Bullau mit dem Weiler Bullauer Eutergrund (gemeinsamer Ortsbezirk)
- Dorf-Erbach mit dem Weiler Habermannskreuz (gemeinsamer Ortsbezirk)
- Ebersberg (eigener Ortsbezirk)
- Elsbach (eigener Ortsbezirk)
- Erlenbach (eigener Ortsbezirk)
- Ernsbach (Teil des Ortsbezirkes Ernsbach-Erbuch)
- Kernstadt Erbach (ein Ortsbezirk wurde für die Kernstadt nicht errichtet)
- Erbuch (Teil des Ortsbezirkes Ernsbach-Erbuch)
- Günterfürst (eigener Ortsbezirk)
- Haisterbach mit dem Weiler Marbach (gemeinsamer Ortsbezirk)
- Lauerbach (eigener Ortsbezirk)
- Weiler Roßbach (organisatorisch als Teil der Kernstadt ohne Ortsbezirk)
- Schönnen (eigener Ortsbezirk)

## Geschichte

### Ortsgeschichte
Historisch dokumentierte Erwähnungen des Ortes sind: Ertbach (1095), Erpach (1327), Erpbach (1340), Ertpach (um 1345), Erppach (1354), Erpach (1462) und Erbach (1581).
Die älteste erhaltene Erwähnung von Erbach von 1095 findet sich im Lorscher Codex unter dem Namen „Ertbach“. Um 1180 errichteten dort dessen erste Besitzer im Tal der Mümling eine Wasserburg, deren Reste noch heute bestaunt werden können. Der Ort war zusammen mit dem Schloss von einer Stadtmauer umgeben und seitdem Residenzstadt der Grafen zu Erbach-Erbach. Seit 1545 gibt es ein Rathaus und 1560 erhielt Erbach zusammen mit Wappen und Siegel die Stadtrechte.
Eine einschneidende Zäsur erfuhr die Stadtgeschichte durch den Dreißigjährigen Krieg (1618 bis 1648) und die mit ihm verbundenen Pestepidemien. Auch weitere Kriege und Wetterkapriolen waren nicht förderlich für die weitere Stadtentwicklung. 1750 ersetzte die Stadtkirche die alte Stadtkapelle von 1370. Der letzte Reichsgraf Franz I. führte die Elfenbeinschnitzerei 1783 ein.

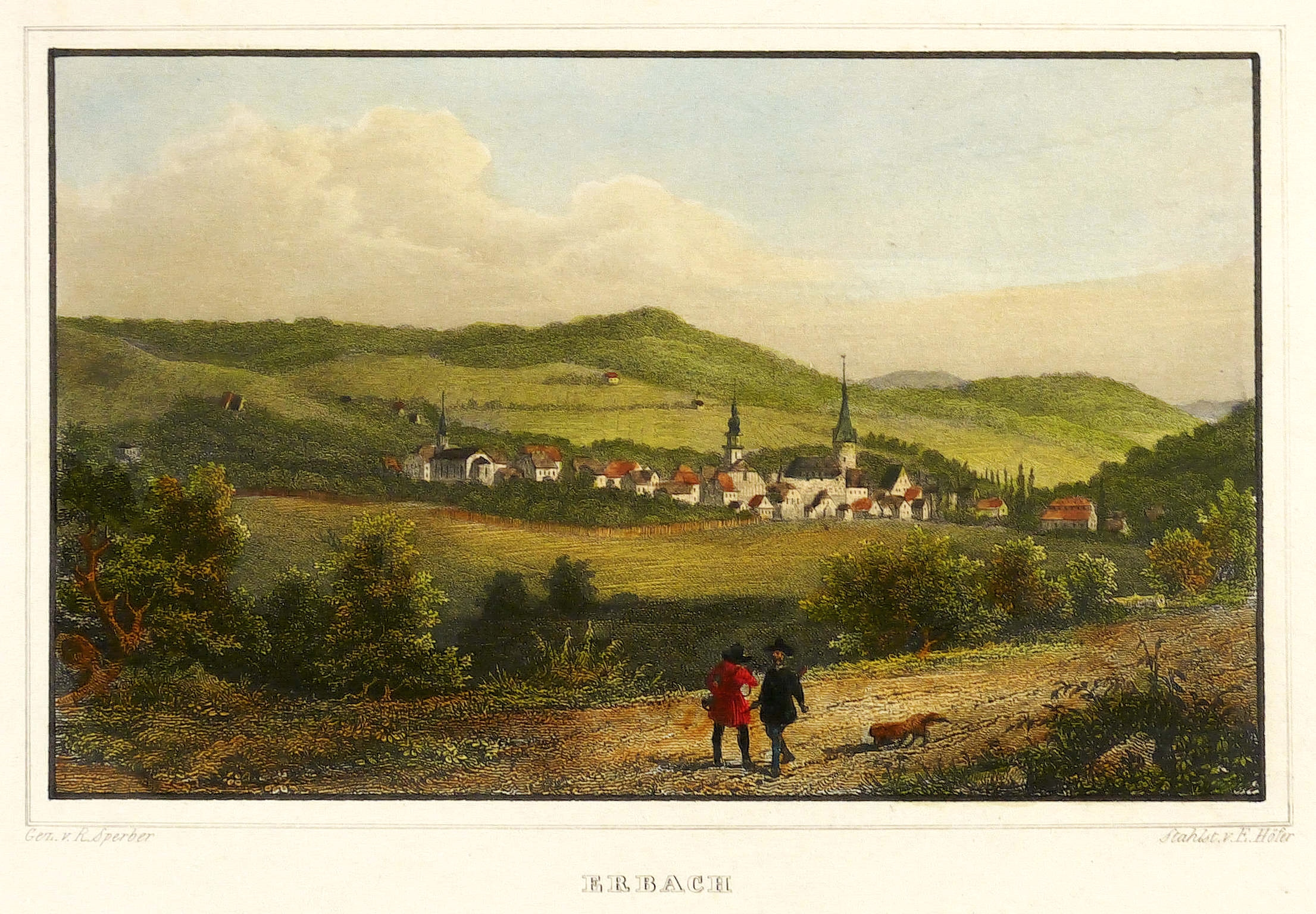
1840: Gesamtansicht auf Erbach;
altkolorierter, eiweißgehöhter Stahlstich von Emil Höfer nach R. Sperber

Erbach gehörte zum Amt Erbach der Grafschaft Erbach, die mit der Mediatisierung 1806 zum Großherzogtum Hessen kam. Ab 1822 gehörte Erbach zum Landratsbezirk Erbach, ab 1852 zum Kreis Erbach (ab 1939: „Landkreis Erbach“), der – mit leichten Grenzberichtigungen – seit 1972 Odenwaldkreis heißt. Nach Auflösung des Amtes Erbach 1822 nahm die erstinstanzliche Rechtsprechung für Erbach das Landgericht Michelstadt wahr, ab 1879 das Amtsgericht Michelstadt.
Trotz stetigen Wachstums seit 1945 hat sich Erbach sein historisches Erbe weitgehend erhalten können. Seit 1966 gibt es das Deutsche Elfenbeinmuseum Erbach, das einzige Spezialmuseum seiner Art für Elfenbeinkunst in Europa.
Im Bereich der Orangerie und des Schlossgartens konnte eine Bürgerinitiative in den 1970er Jahren deren Abriss und den Bau eines Hotelhochhauses anstelle der Orangerie verhindern.
Das am 28. Juli 2005 von seinem Sockel gestürzte und dabei zerbrochene Denkmal des Grafen Franz I. – letzter regierender Graf – auf dem Schlossplatz wurde mit Unterstützung zweier Darmstädter Künstlerinnen und Erbacher Bürger instand gesetzt und wiederaufgerichtet. Finanziert wurde die Restaurierung durch Zuschüsse vom Landesamt für Denkmalpflege sowie mit Spendengeldern.
Ein Zusammenschluss mit Michelstadt wurde im November 2007 mit 52 Prozent der Stimmen in einem Bürgerentscheid abgelehnt.
Bis 2011 führte die Stadt das Prädikat staatlich anerkannter Luftkurort.

### Eingemeindungen
Im Zuge der hessischen Gemeindegebietsreform wurden dem Stadtgebiet Erbach vom 31. Dezember 1971 bis zum 1. August 1972 zehn bis dahin selbständige Gemeinden eingegliedert.
| Stadtteil       | Fläche    | Eingemeindung     | Ew. 1961 | Ew. 1970 | Ew. 2012 | Ew. 2024   |
| --------------- | --------- | ----------------- | -------- | -------- | -------- | ---------- |
| Bullau          | 9,98 km²  | 1. Februar 1972   | 321      | 300      | 415      | 376        |
| Dorf-Erbach     | 4,08 km²  | 1. Februar 1972   | 427      | 601      | 1693     | 1924       |
| Ebersberg       | 3,59 km²  | 31. Dezember 1971 | 206      | 219      | 265      | 238        |
| Elsberg         | 3,01 km²  | 31. Dezember 1971 | 64       | 72       | 117      | 116        |
| Erbach          | 10,89 km² | −                 | 5610     | 7004     | 8886     | ca. 14.000 |
| Erlenbach       | 4,28 km²  | 31. Dezember 1971 | 345      | 320      | 913      | 909        |
| Ernsbach-Erbuch | 9,08 km²  | 31. Dezember 1971 | 163      | 165      | 241      | 219        |
| Günterfürst     | 4,08 km²  | 31. Dezember 1971 | 374      | 462      | 772      | 735        |
| Haisterbach     | 5,88 km²  | 31. Dezember 1971 | 219      | 239      | 438      | 394        |
| Lauerbach       | 2,27 km²  | 31. Dezember 1971 | 336      | 430      | 416      | 341        |
| Schönnen        | 5,53 km²  | 1. August 1972    | 263      | 262      | 334      | 302        |

### Verwaltungsgeschichte im Überblick
Die folgende Liste zeigt die Staaten und Verwaltungseinheiten, denen Erbach angehört(e):
- vor 1718: Heiliges Römisches Reich, Grafschaft Erbach, Amt Erbach (Zent Erbach)
- ab 1718: Heiliges Römisches Reich, Grafschaft Erbach-Erbach, Anteil an der Grafschaft Erbach, Amt Erbach
- ab 1806: Großherzogtum Hessen (Souveränitätslande),[Anm. 2] Fürstentum Starkenburg, Amt Erbach (Standesherrschaft Erbach)
- ab 1815: Großherzogtum Hessen[Anm. 3] (Souveränitätslande), Provinz Starkenburg, Amt Erbach
- ab 1822: Großherzogtum Hessen, Provinz Starkenburg, Landratsbezirk Erbach[Anm. 4]
- ab 1848: Großherzogtum Hessen, Regierungsbezirk Erbach
- ab 1852: Großherzogtum Hessen, Provinz Starkenburg, Kreis Erbach
- ab 1871: Deutsches Reich,[Anm. 5] Großherzogtum Hessen, Provinz Starkenburg, Kreis Erbach
- ab 1918: Deutsches Reich, Volksstaat Hessen,[Anm. 6] Provinz Starkenburg, Kreis Erbach
- ab 1938: Deutsches Reich, Volksstaat Hessen, Landkreis Erbach[23][Anm. 7]
- ab 1945: Deutsches Reich, Amerikanische Besatzungszone,[Anm. 8] Groß-Hessen, Regierungsbezirk Darmstadt, Landkreis Erbach
- ab 1946: Deutsches Reich, Amerikanische Besatzungszone, Land Hessen, Regierungsbezirk Darmstadt, Landkreis Erbach
- ab 1949: Bundesrepublik Deutschland, Land Hessen, Regierungsbezirk Darmstadt, Landkreis Erbach
- ab 1972: Bundesrepublik Deutschland, Land Hessen, Odenwaldkreis

## Bevölkerung

### Einwohnerstruktur 2011/2022
Nach den Erhebungen des Zensus 2011/Zensus 2022 lebten am Stichtag, dem 9. Mai 2011 / 15. Mai 2022, in Erbach 13.245/14.013 Einwohner. Darunter waren 1434/2375 (10,8 % / 16,9 %) Ausländer, von denen 477/1132 aus dem EU-Ausland, 769/830 aus anderen europäischen Ländern und 185/416 aus anderen Staaten kamen./ Von den deutschen Einwohnern hatten 20,8 % / 30,5 % einen Migrationshintergrund./ (Bis zum Jahr 2020 erhöhte sich die Ausländerquote auf 11,4 %.) Nach dem Lebensalter waren 2235/2258 Einwohner unter 18 Jahren, 5303/5039 zwischen 18 und 49, 2766/3351 zwischen 50 und 64 und 2943/3365 Einwohner waren älter./ Die Einwohner lebten in 5904/3735 Haushalten. Davon waren 2057/? Singlehaushalte, 1664/1705 Paare ohne Kinder und 1588/1492 Paare mit Kindern, sowie 468/538 Alleinerziehende und 125/? Wohngemeinschaften./ In 1414/632 Haushalten lebten ausschließlich Senioren und in 3884/2444 Haushaltungen leben keine Senioren./

### Einwohnerentwicklung
Quelle: Historisches Ortslexikon
- 1623: huldigen 11 Bürger dem Erzbischof von Mainz
- 1961: 4297 evangelische (= 76,60 %), 1118 katholische (= 19,93 %) Einwohner

| Erbach: Einwohnerzahlen von 1829 bis 2022 | Erbach: Einwohnerzahlen von 1829 bis 2022 | Erbach: Einwohnerzahlen von 1829 bis 2022 | Erbach: Einwohnerzahlen von 1829 bis 2022 | Erbach: Einwohnerzahlen von 1829 bis 2022 |
| --- | ----------------------------------------- | ----------------------------------------- | ----------------------------------------- | ----------------------------------------- |
| Jahr |                                           |                                           |                                           | Einwohner                                 |
| 1829 | 1829                                      |                                           | 1.934                                     | 1.934                                     |
| 1834 | 1834                                      |                                           | 2.136                                     | 2.136                                     |
| 1840 | 1840                                      |                                           | 2.256                                     | 2.256                                     |
| 1846 | 1846                                      |                                           | 2.401                                     | 2.401                                     |
| 1852 | 1852                                      |                                           | 2.391                                     | 2.391                                     |
| 1858 | 1858                                      |                                           | 2.285                                     | 2.285                                     |
| 1864 | 1864                                      |                                           | 2.427                                     | 2.427                                     |
| 1871 | 1871                                      |                                           | 2.592                                     | 2.592                                     |
| 1875 | 1875                                      |                                           | 2.721                                     | 2.721                                     |
| 1885 | 1885                                      |                                           | 2.967                                     | 2.967                                     |
| 1895 | 1895                                      |                                           | 2.859                                     | 2.859                                     |
| 1905 | 1905                                      |                                           | 3.039                                     | 3.039                                     |
| 1910 | 1910                                      |                                           | 3.219                                     | 3.219                                     |
| 1925 | 1925                                      |                                           | 3.466                                     | 3.466                                     |
| 1939 | 1939                                      |                                           | 3.933                                     | 3.933                                     |
| 1946 | 1946                                      |                                           | 5.099                                     | 5.099                                     |
| 1950 | 1950                                      |                                           | 5.529                                     | 5.529                                     |
| 1956 | 1956                                      |                                           | 5.360                                     | 5.360                                     |
| 1961 | 1961                                      |                                           | 5.610                                     | 5.610                                     |
| 1967 | 1967                                      |                                           | 6.195                                     | 6.195                                     |
| 1970 | 1970                                      |                                           | 7.004                                     | 7.004                                     |
| 1972 | 1972                                      |                                           | 10.231                                    | 10.231                                    |
| 1975 | 1975                                      |                                           | 10.419                                    | 10.419                                    |
| 1980 | 1980                                      |                                           | 10.708                                    | 10.708                                    |
| 1985 | 1985                                      |                                           | 10.763                                    | 10.763                                    |
| 1990 | 1990                                      |                                           | 11.447                                    | 11.447                                    |
| 1995 | 1995                                      |                                           | 12.851                                    | 12.851                                    |
| 2000 | 2000                                      |                                           | 13.141                                    | 13.141                                    |
| 2005 | 2005                                      |                                           | 13.566                                    | 13.566                                    |
| 2010 | 2010                                      |                                           | 13.331                                    | 13.331                                    |
| 2011 | 2011                                      |                                           | 13.245                                    | 13.245                                    |
| 2015 | 2015                                      |                                           | 13.404                                    | 13.404                                    |
| 2020 | 2020                                      |                                           | 13.813                                    | 13.813                                    |
| 2022 | 2022                                      |                                           | 14.013                                    | 14.013                                    |
| Datenquelle: Historisches Gemeindeverzeichnis für Hessen: Die Bevölkerung der Gemeinden 1834 bis 1967. Wiesbaden: Hessisches Statistisches Landesamt, 1968. Weitere Quellen: ; 1972:; Hessisches Statistisches Informationssystem; Zensus 2011; Zensus 2022 Ab 1972 einschließlich der im Zuge der Gebietsreform in Hessen eingegliederten Orte. |                                           |                                           |                                           |                                           |

### Historische Religionszugehörigkeit
| • 1961: | 4297 evangelische (= 76,6 %), 1118 katholische (= 19,9 %) Einwohner                           |
| • 1987: | 6848 evangelische (= 64,4 %), 2383 katholische (= 22,4 %), 1410 sonstige (= 12,2 %) Einwohner |
| • 2011: | 6790 evangelische (= 51,3 %), 2360 katholische (= 17,8 %), 4100 sonstige (= 29,9 %) Einwohner |
| • 2022: | 4787 evangelische (= 34,2 %), 1997 katholische (= 14,3 %), 7229 sonstige (= 51,6 %) Einwohner |

## Religion
- Gemeinden der Evangelischen Kirche in Hessen und Nassau in Erbach und Schöllenbach-Bullau[38]
- Römisch-katholische Pfarrgemeinde St. Sophia des Bistums Mainz
- Christliche Versammlung
- Evangelische Freie Gemeinde Lebensraum
- Gemeinschaft der Zeugen Jehovas
- Missions-Allianz-Kirche
- Selbständige Evangelisch-Lutherische Schloßgemeinde

## Politik

### Stadtverordnetenversammlung
Die Kommunalwahl am 14. März 2021 lieferte folgendes Ergebnis, in Vergleich gesetzt zu früheren Kommunalwahlen:
| aktuelle Sitzverteilung in der Stadtverordnetenversammlung 2021Insgesamt 31 Sitze - SPD: 9 - Grüne: 4 - FDP: 2 - CDU: 6 - ÜWG: 8 - AfD: 2 | Parteien und Wählergemeinschaften | Parteien und Wählergemeinschaften                              | % 2021 | Sitze 2021 | % 2016 | Sitze 2016 | % 2011 | Sitze 2011 | % 2006 | Sitze 2006 | % 2001 | Sitze 2001 |
| aktuelle Sitzverteilung in der Stadtverordnetenversammlung 2021Insgesamt 31 Sitze - SPD: 9 - Grüne: 4 - FDP: 2 - CDU: 6 - ÜWG: 8 - AfD: 2 | SPD                               | Sozialdemokratische Partei Deutschlands                        | 30,0   | 9          | 31,6   | 10         | 30,7   | 9          | 37,9   | 12         | 35,4   | 13         |
| aktuelle Sitzverteilung in der Stadtverordnetenversammlung 2021Insgesamt 31 Sitze - SPD: 9 - Grüne: 4 - FDP: 2 - CDU: 6 - ÜWG: 8 - AfD: 2 | CDU                               | Christlich Demokratische Union Deutschlands                    | 20,7   | 6          | 24,3   | 8          | 27,0   | 8          | 36,7   | 11         | 39,3   | 14         |
| aktuelle Sitzverteilung in der Stadtverordnetenversammlung 2021Insgesamt 31 Sitze - SPD: 9 - Grüne: 4 - FDP: 2 - CDU: 6 - ÜWG: 8 - AfD: 2 | GRÜNE                             | Bündnis 90/Die Grünen                                          | 12,9   | 4          | 9,7    | 3          | 18,1   | 6          | 7,9    | 3          | 7,4    | 3          |
| aktuelle Sitzverteilung in der Stadtverordnetenversammlung 2021Insgesamt 31 Sitze - SPD: 9 - Grüne: 4 - FDP: 2 - CDU: 6 - ÜWG: 8 - AfD: 2 | ÜWG                               | Überparteiliche Wählergemeinschaft der Kreisstadt Erbach e. V. | 26,8   | 8          | 27,2   | 8          | 14,8   | 5          | 13,5   | 4          | 17,9   | 7          |
| aktuelle Sitzverteilung in der Stadtverordnetenversammlung 2021Insgesamt 31 Sitze - SPD: 9 - Grüne: 4 - FDP: 2 - CDU: 6 - ÜWG: 8 - AfD: 2 | FDP                               | Freie Demokratische Partei                                     | 4,8    | 2          | 7,2    | 2          | 5,7    | 2          | 4,0    | 1          | —      | —          |
| aktuelle Sitzverteilung in der Stadtverordnetenversammlung 2021Insgesamt 31 Sitze - SPD: 9 - Grüne: 4 - FDP: 2 - CDU: 6 - ÜWG: 8 - AfD: 2 | AfD                               | Alternative für Deutschland                                    | 4,8    | 2          | —      | —          | –      | –          | —      | —          | —      | —          |
| aktuelle Sitzverteilung in der Stadtverordnetenversammlung 2021Insgesamt 31 Sitze - SPD: 9 - Grüne: 4 - FDP: 2 - CDU: 6 - ÜWG: 8 - AfD: 2 | REP                               | Die Republikaner                                               | —      | —          | —      | —          | 3,8    | 1          | —      | —          | —      | —          |
| aktuelle Sitzverteilung in der Stadtverordnetenversammlung 2021Insgesamt 31 Sitze - SPD: 9 - Grüne: 4 - FDP: 2 - CDU: 6 - ÜWG: 8 - AfD: 2 | Gesamt                            | Gesamt                                                         | 100,0  | 31         | 100,0  | 31         | 100,0  | 31         | 100,0  | 31         | 100,0  | 37         |
| aktuelle Sitzverteilung in der Stadtverordnetenversammlung 2021Insgesamt 31 Sitze - SPD: 9 - Grüne: 4 - FDP: 2 - CDU: 6 - ÜWG: 8 - AfD: 2 | Wahlbeteiligung in %              | Wahlbeteiligung in %                                           | 46,1   | 46,1       | 45,3   | 45,3       | 46,0   | 46,0       | 52,4   | 52,4       | 55,4   | 55,4       |

### Bürgermeister
Nach der hessischen Kommunalverfassung wird der Bürgermeister für eine sechsjährige Amtszeit gewählt, seit dem Jahr 1993 in einer Direktwahl, und ist Vorsitzender des Magistrats, dem in der Kreisstadt Erbach neben dem Bürgermeister ehrenamtlich ein Erster Stadtrat und sieben weitere Stadträte angehören. Bürgermeister ist seit dem 22. Juli 2018 der parteiunabhängig angetretene Peter Traub. Er setzte sich gegen Amtsinhaber Harald Buschmann (CDU), der sich um eine vierte Amtszeit beworben hatte, am 4. März 2018 im ersten Wahlgang bei 50,7 Prozent Wahlbeteiligung mit 60,0 Prozent der Stimmen durch. Es folgte eine Wiederwahl im März 2024.
Amtszeiten der Bürgermeister
- 2018–2030 Peter Traub[44]
- 2000–2018 Harald Buschmann (CDU)[45]
- 1994–2000 Uwe Hartmann (SPD)
- 1988–1994 Dieter Haver (CDU)
- 1960–1987 Werner Borchers (ÜWG)
- 1945–1960 Leonhard Volk (SPD)
- 1945–1945 Wilhelm Dengler (SPD) (eingesetzt)
- 1933–1945 …
- 1919–1933 Wilhelm Dengler (SPD)

### Ortsbeiräte
Für Stadtteile Bullau, Dorf-Erbach, Ebersberg, Elsbach, Erlenbach, Ernsbach-Erbuch, Günterfürst, Haisterbach, Lauerbach und Schönnen besteht je ein Ortsbezirke mit Ortsbeirat und Ortsvorsteher, nach Maßgabe der §§ 81 und 82 HGO und des Kommunalwahlgesetzes in der jeweils gültigen Fassung gebildet. Die Ortsbeiräte bestehen aus fünf Mitgliedern. Die Ortsbezirke sind durch das Gebiet der ehemaligen Gemeinden abgegrenzt. Für Details siehe die jeweiligen Ortsartikel.

### Wappen und Logo
Blasonierung: In Rot ein blauer Wellenschrägbalken, belegt mit drei roten Sternen.
Graf Eberhard von Erbach verlieh 1560 seiner Stadt Erbach dieses folgendermaßen beschriebene Wappen: ein roten schilt, dadurch ein bloelichte bach oder fluß und in solcher bach drei roter stern. Das damals beschaffte Siegel mit der Umschrift: STAT ERBACH enthält das verliehene Wappenbild: einen (scheinbaren) Wellenschrägbalken, belegt mit drei Sternen, jedoch nicht im Schild, sondern im Siegelfeld. 1573 siegelt die Stadt mit dem als Stadtsekret bezeichneten SIGILLVM OPPIDI ERPACH, das das gleiche Bild im Schilde zeigt, auch eine Wappentafel von 1593 am Rathaus zeigt dieses Bild. Das Siegel der STADT ERBACH vermutlich des 17. Jahrhunderts gibt dann den Wellenschrägbalken zugunsten eines einfachen (waagerechten) Wellenbalkens auf, wie er schon aus dem ältesten Siegel bei falscher Siegelhaltung leicht abgelesen werden konnte. In dieser Form führt dann auch das SIEGEL DER BÜRGERMEISTEREY ERBACH des späten 18. Jahrhunderts den Wellenbalken mit Sternen, jedoch wiederum ohne Schild frei im Siegelfeld, und ebenso das Siegel der GR(OSSHERZOGLICH) HESS(ISCHEN) BÜRGERMEISTEREI STADT ERBACH des frühen 19. Jahrhunderts.
Demgemäß erscheint es bei Clemens Kissel, während es Otto Hupp in seiner Ansicht nach „gebesserten“ Farben bringt, nachdem schon im neuen Siebmacher (IV. Abt. 5 ff.) darauf hingewiesen worden war, dass der Fluss silbern, nicht blau sein müsse. Diese Auffassung gilt allerdings nur, wenn man das Mittelstück des Wappenschildes nicht – wie in der originalen Blasonierung vorgesehen – als Bach bzw. Fluss, mithin als „gemeine Figur“, die keinen Farb-Metall-Kontrast erfordert, sondern als einfache Heroldsfigur interpretiert; einen „Wellenbalken“ als solchen benennt diese aber erkennbar nicht.
Es handelt sich um ein redendes Wappen, da dessen drei Sterne aus dem gräflich-erbachischen Wappen stammen.

### Städtepartnerschaften
Erbach hat Städtepartnerschaften zu folgenden Städten aufgenommen:
- 1963 Le Pont-de-Beauvoisin (Isère) und Le Pont-de-Beauvoisin (Savoie) in Frankreich
- 1990 Königsee in Thüringen
- 1992 Ansião in Portugal
- 1993 Jičín in Tschechien

## Kultur und Sehenswürdigkeiten

### Bauwerke

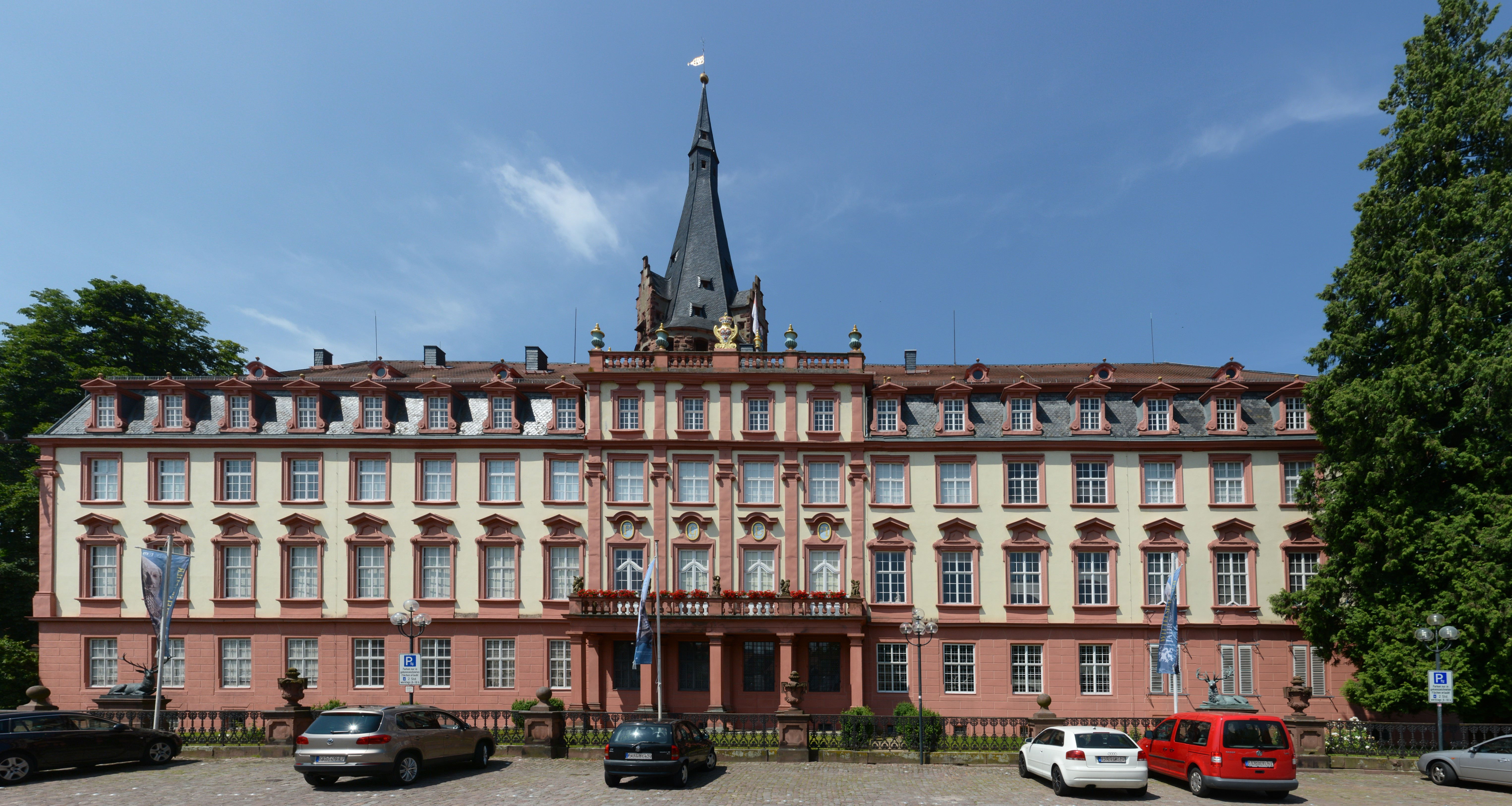
Schloss Erbach
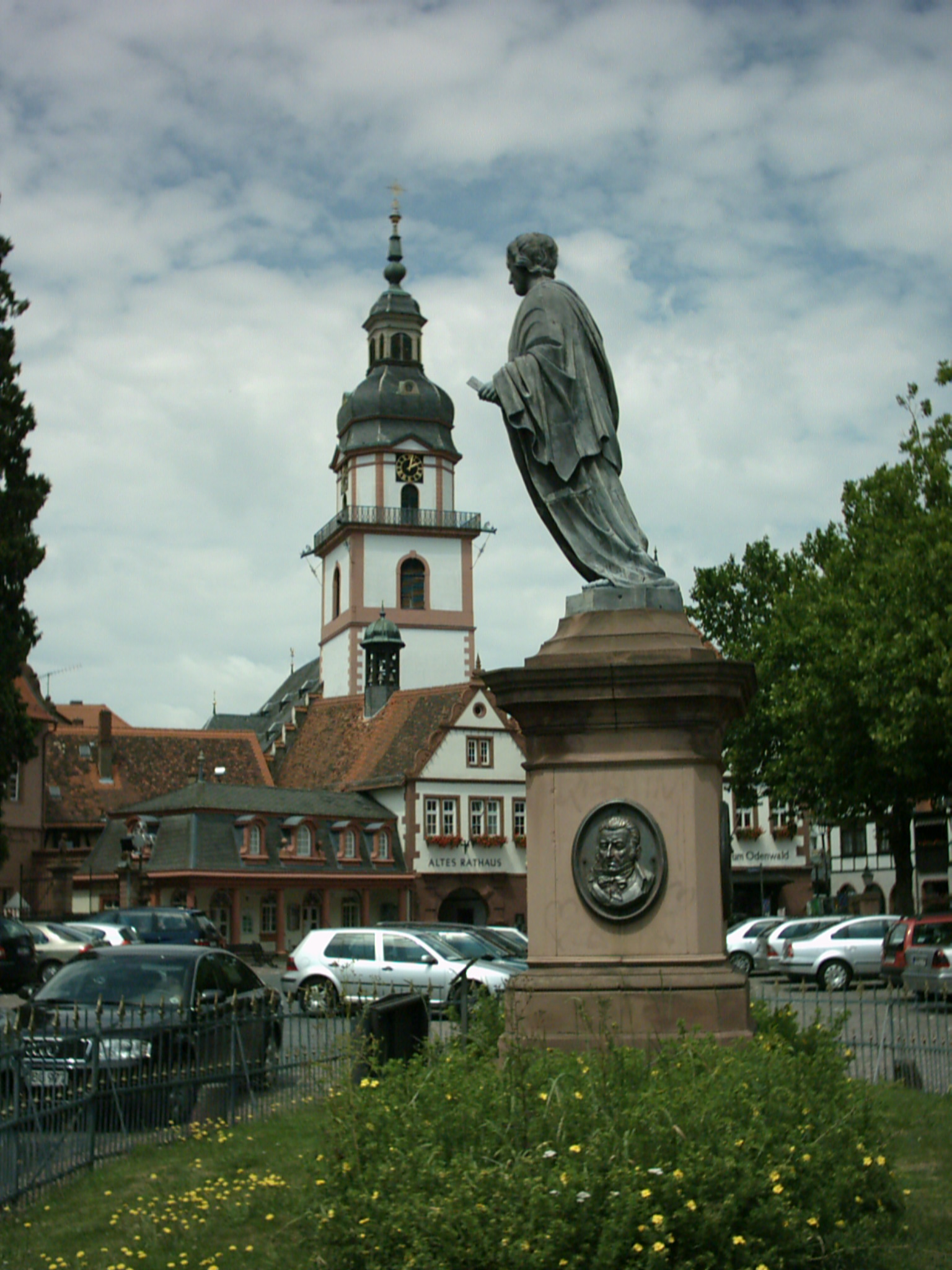
Denkmal des Grafen Franz I. vor dem Schloss
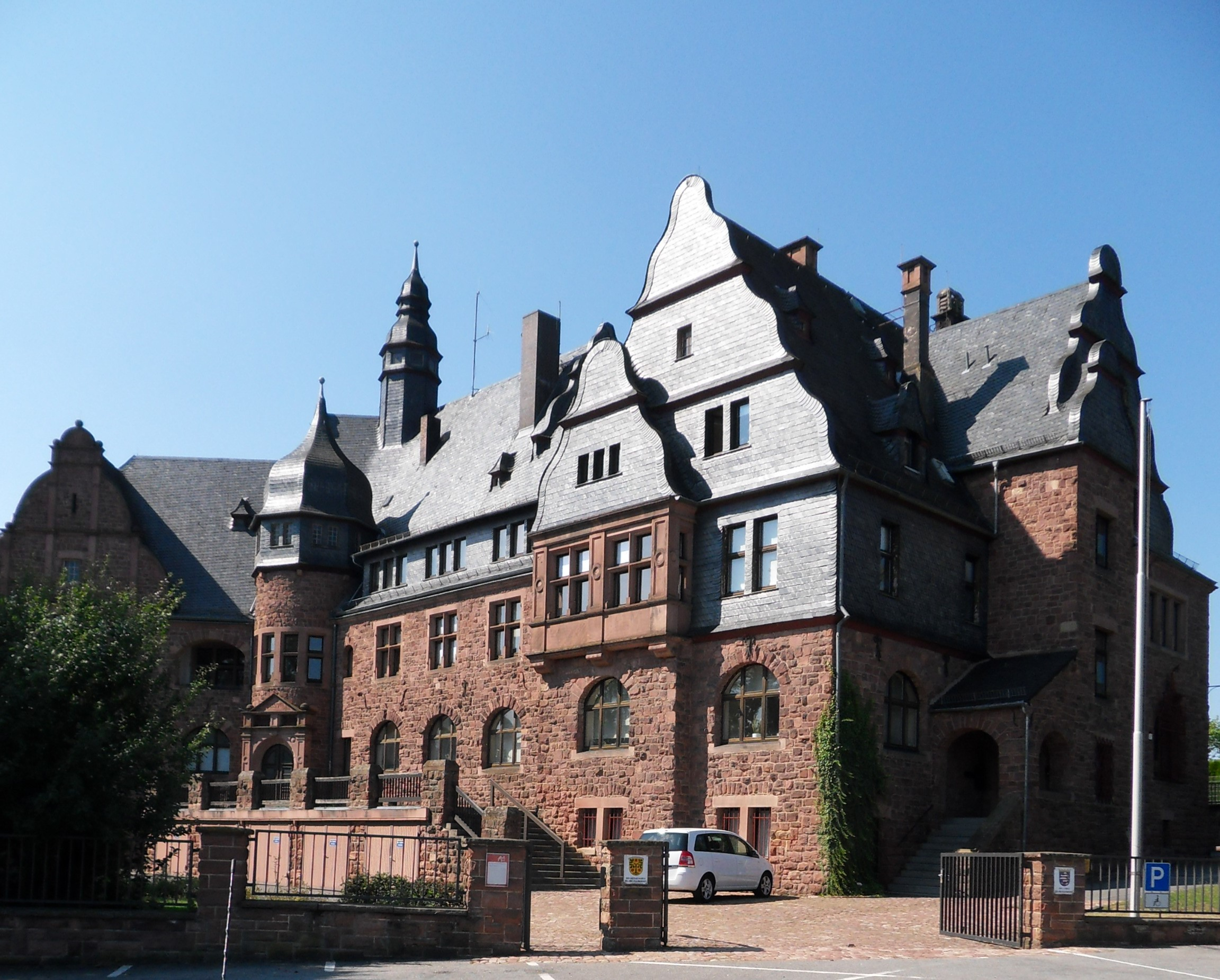
Landratsamt des Odenwaldkreises
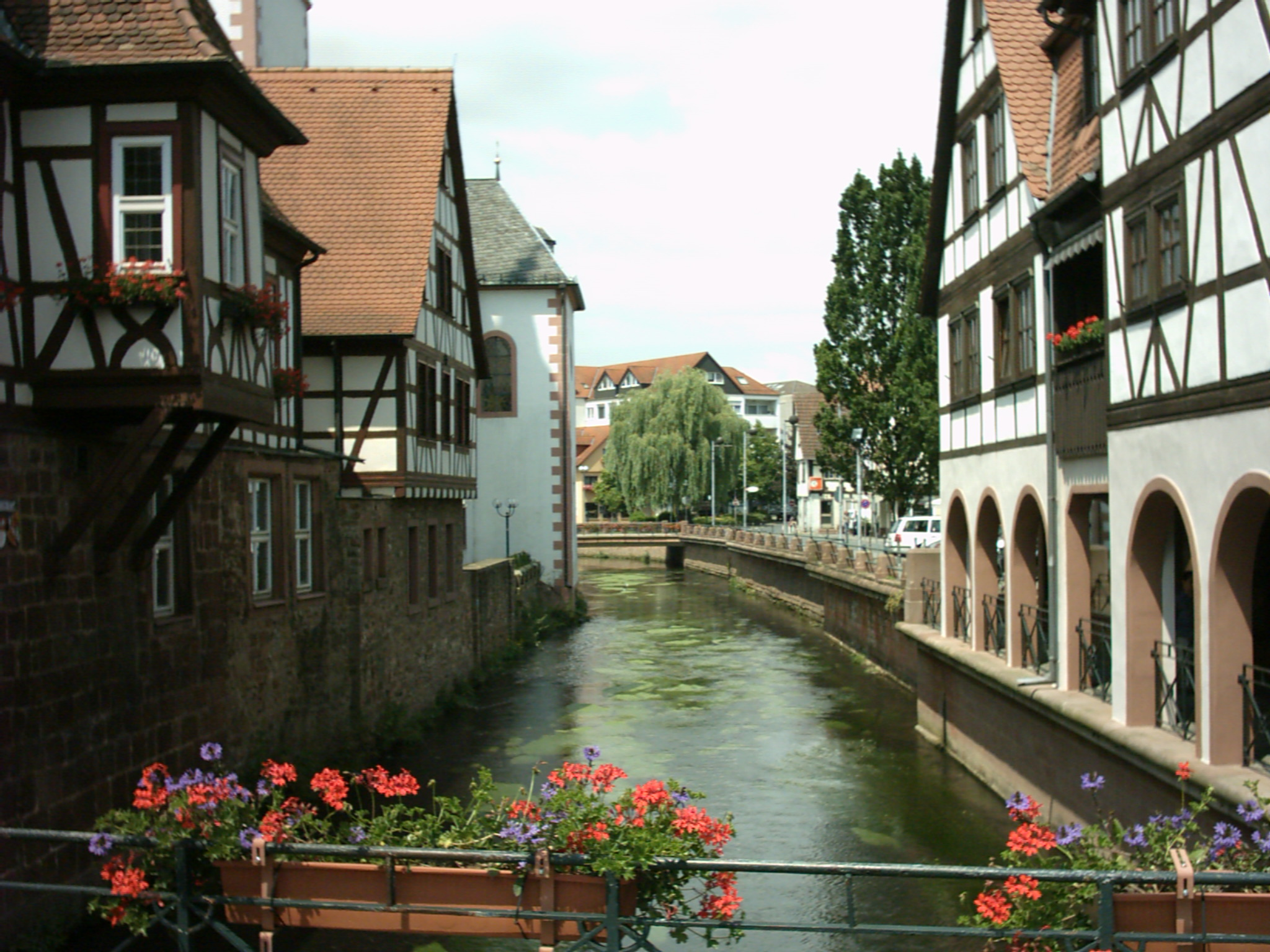
Fachwerkhäuser an der Mümling
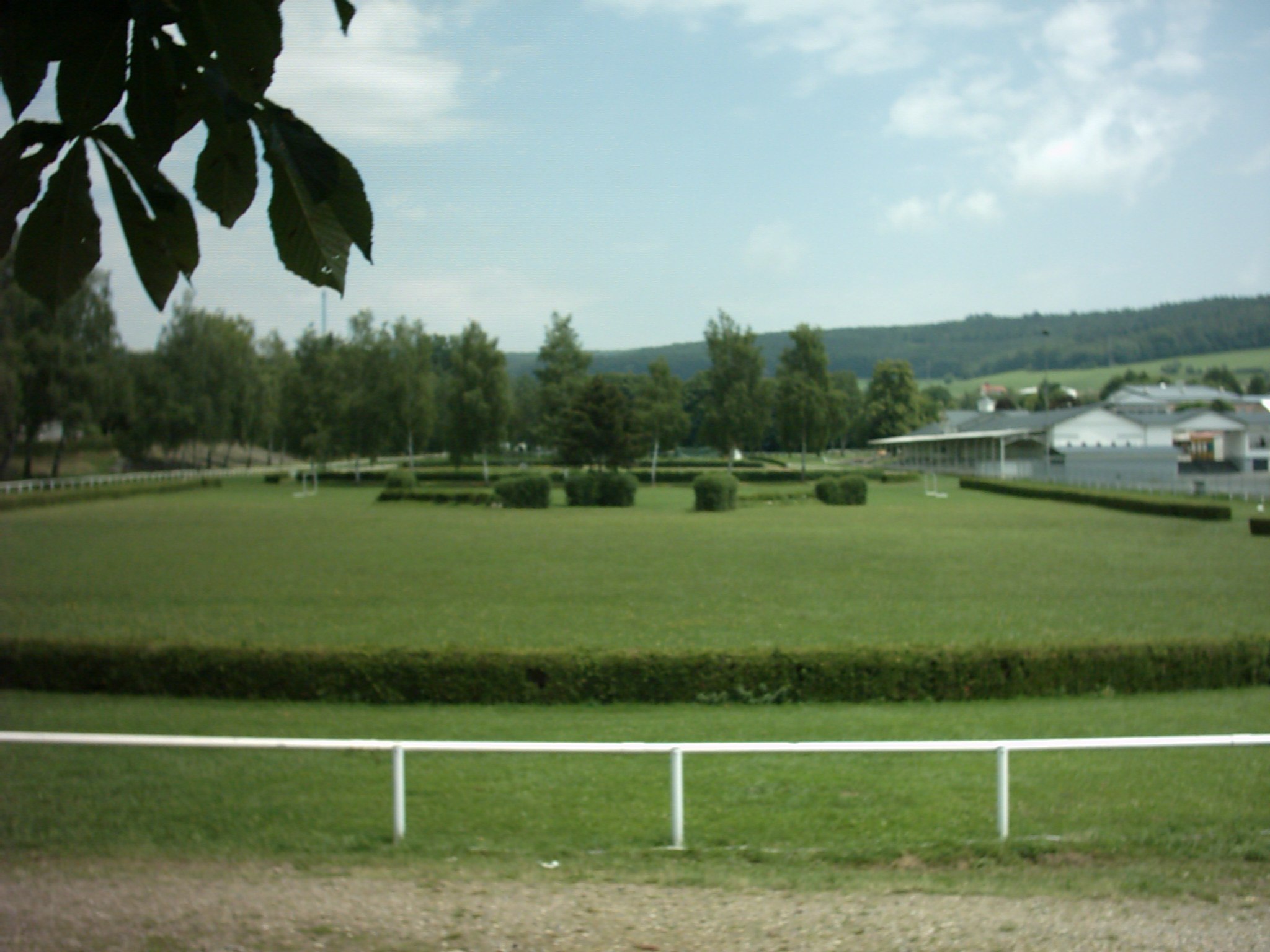
Trabrennbahn

#### Schloss der Grafen zu Erbach-Erbach

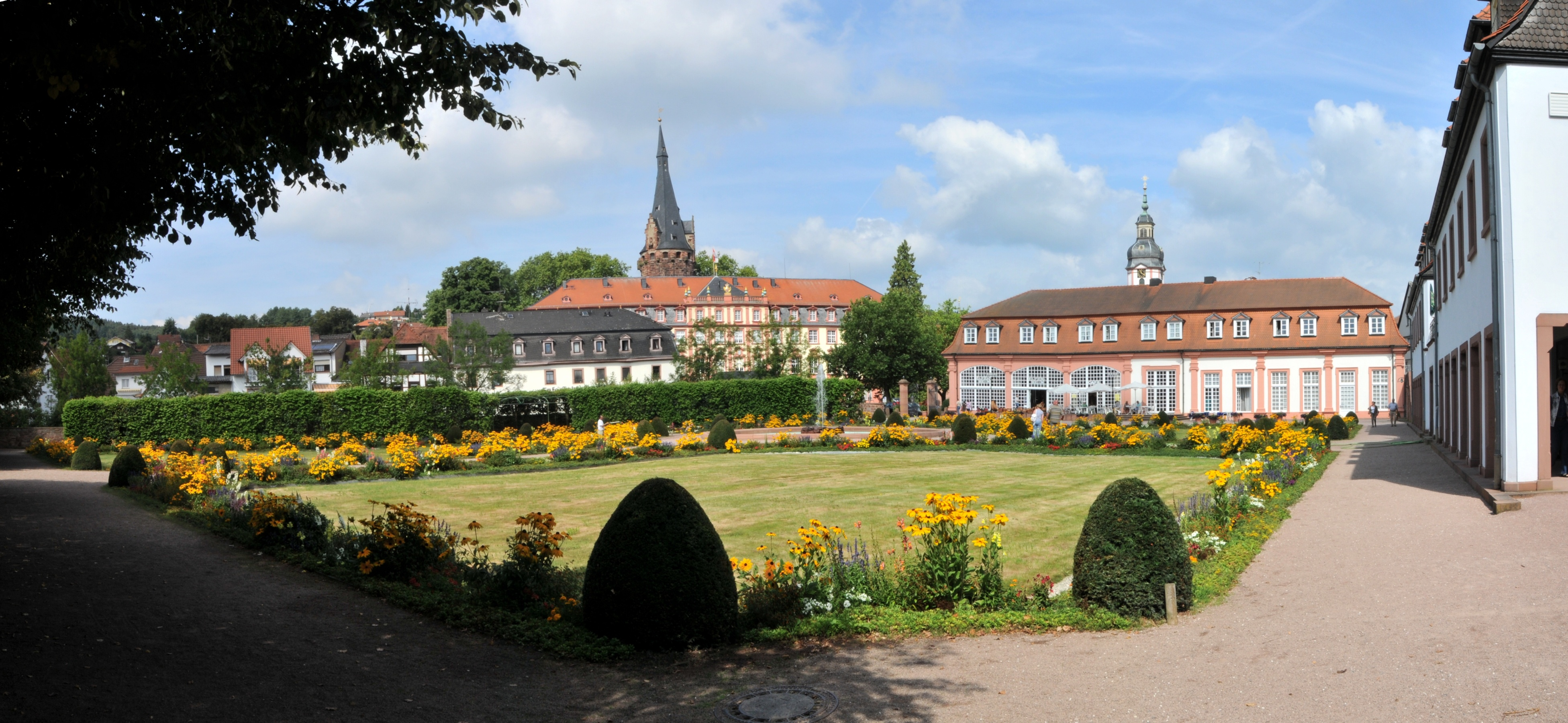
Schlossgarten mit Orangerie

Die alte gräfliche Burg der Grafen von Erbach wurde im 18. Jahrhundert zu einem Schloss ausgebaut. Bedeutend sind die dort untergebrachten Sammlungen des Schlosses des Grafen Franz I. (1754–1823), die auch in ihrer originalen Präsentation bis heute erhalten sind.
Seit 2016 ist dort auch das 1966 gegründete Deutsche Elfenbeinmuseum untergebracht, das sich davor in einem Gebäude mit der Stadthalle abseits der historischen Innenstadt befand.
Zum Schloss-Ensemble gehört auch die ebenfalls spätbarocke Orangerie mit dem Lustgarten.

#### Evangelisch-lutherische Stadtkirche
Die 1750 fertiggestellte evangelische Stadtkirche mit über tausend Sitzplätzen wird im Dehio als „der bedeutendste evangelische Kirchenbau in Südhessen“ erwähnt. Auffällig ist die seltene querschiffige Anlage des Innenraums, die sonst eher in evangelisch-reformierten Kirchen begegnet. Die Motivfenster sind Stiftungen zum Gemeindejubiläum 1897. Von 1899 stammt eine der wenigen noch im Originalzustand erhaltenen Sauer-Orgeln.

#### Städtel
Nördlich des Schlosses befindet sich der mittelalterliche Kern Erbachs. Seit dem 14. Jahrhundert sind hier die Höfe der Burgmannen nachweisbar, von denen sich Teile bis heute im Bereich der Straße Städtel erhalten haben. Baugeschichtlich am bedeutendsten ist das sogenannte Tempelhaus, Sitz der Familie Echter (Städtel 15a/21). Die sogenannte Habermannsburg (Städtel 26), Sitz der Familie von Habern, schließt nordwestlich an die Nebengebäude des Schlosses an. Das Burgmannenhaus Pavey bildet den nordwestlichen Abschluss der Burgsiedlung und lehnte sich an die Stadtbefestigung an. Es beherbergt seit 1953 den evangelischen Kindergarten.

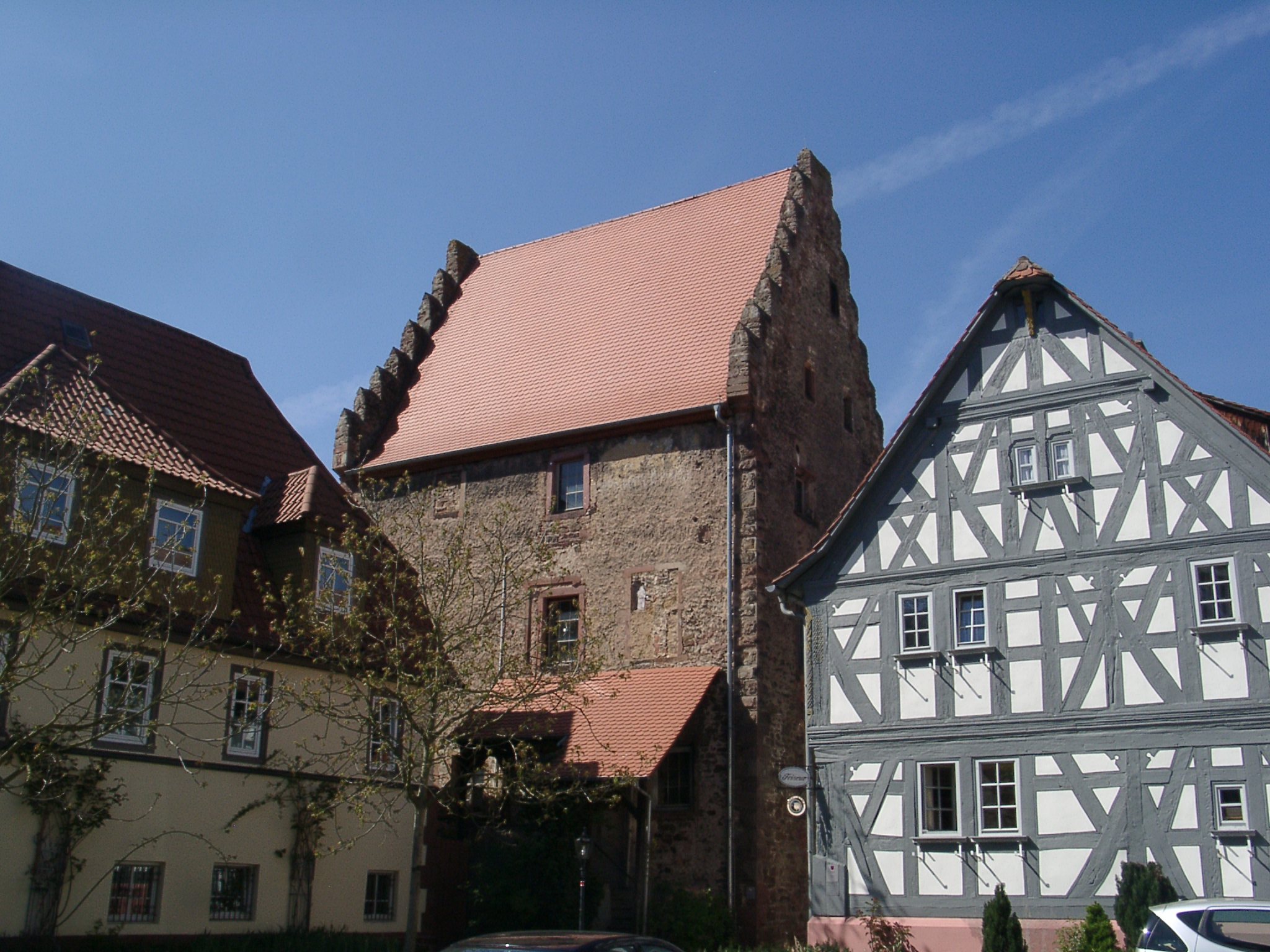
Tempelhaus
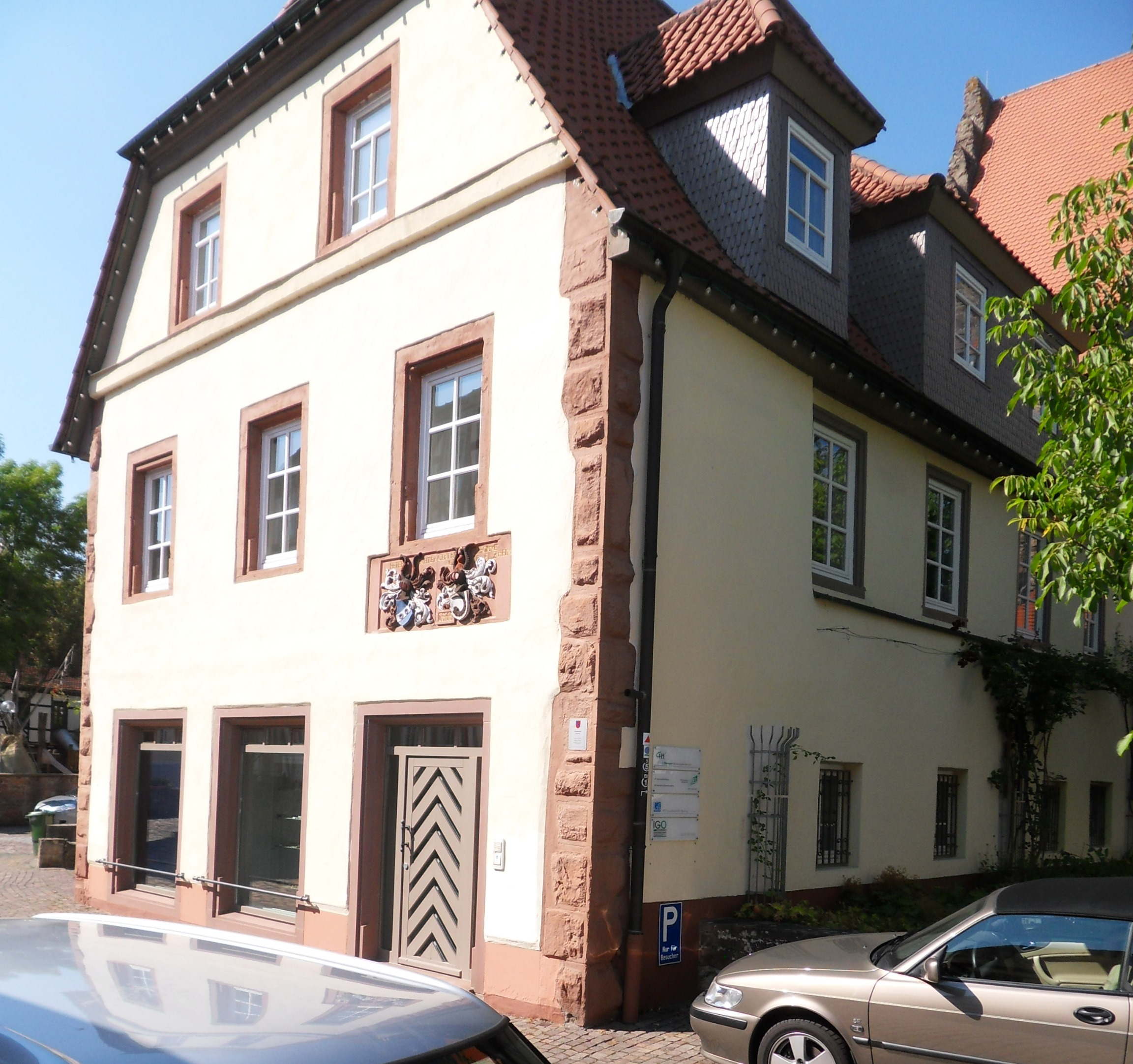
Burgmannenhaus Echter vor dem Tempelhaus
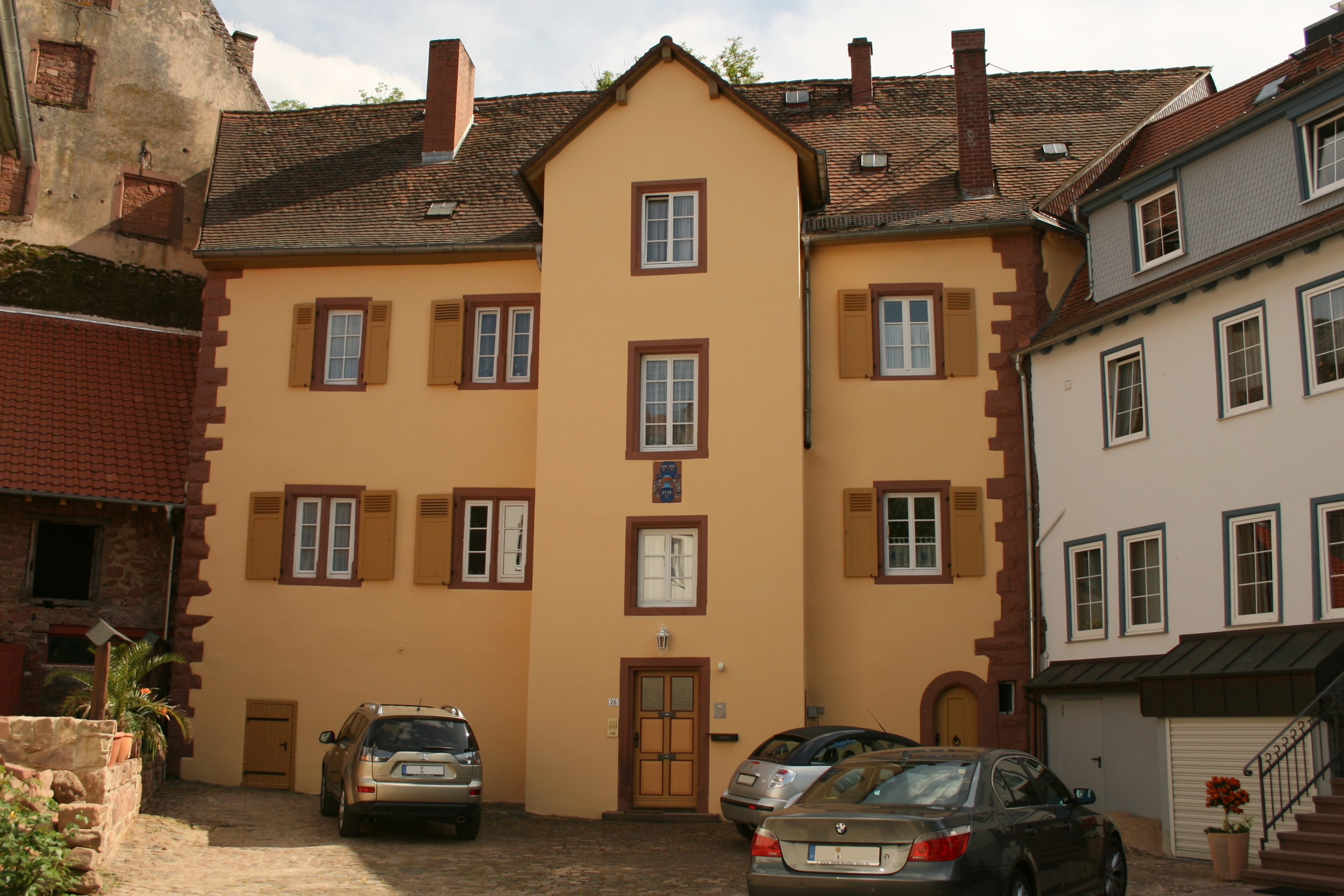
Habermannsburg
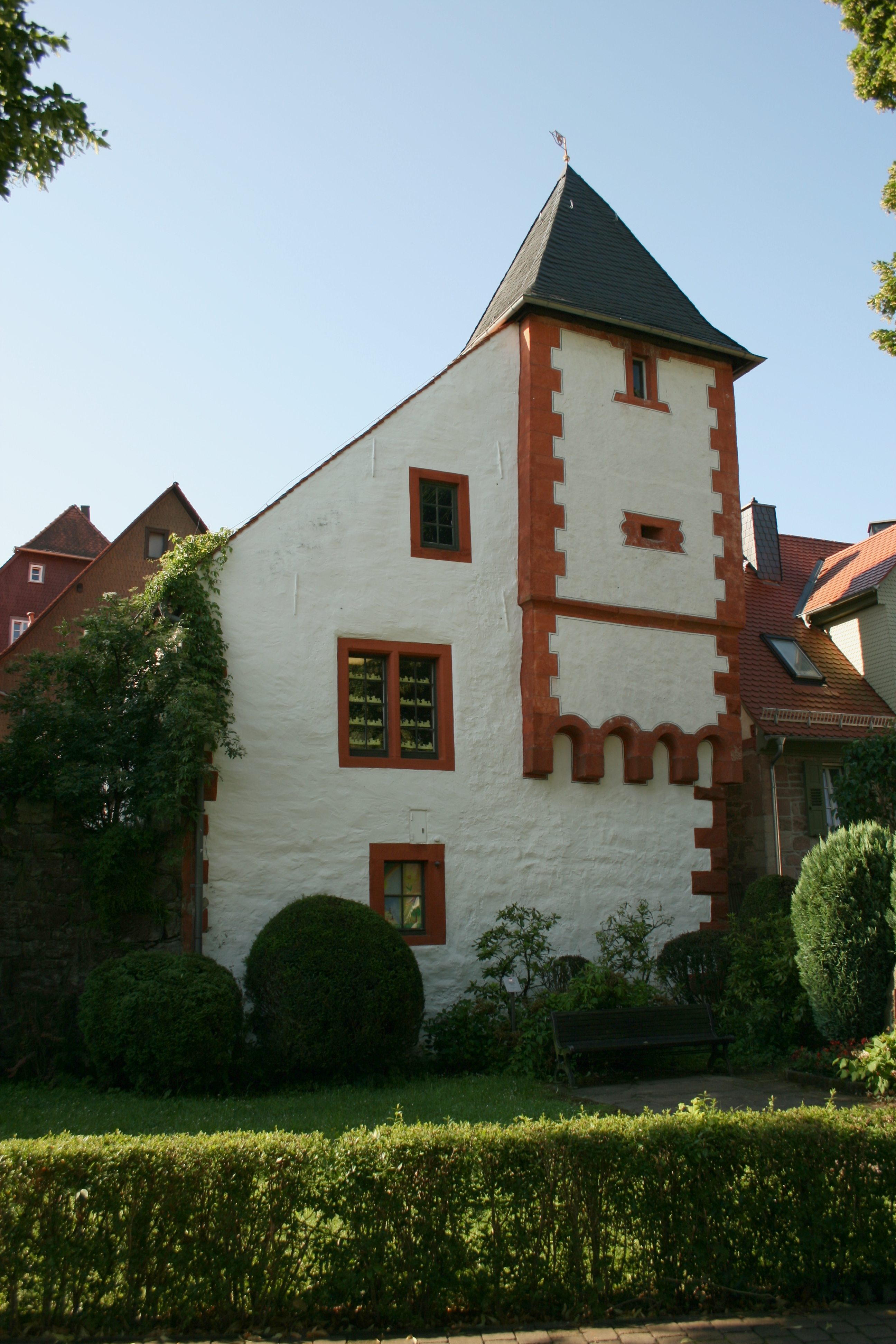
Burgmannenhaus Pavey

#### Kapelle „Zur Not Gottes“
Im Brudergrund, einem Talgrund zwei Kilometer westlich der Stadt, befinden sich die Grundmauerreste der Kapelle Zur Not Gottes, eine etwa um 1200 entstandenen Kapelle mit einem umgebenden, bis 1598 genutzten Friedhof der Stadt.

### Natur und Schutzgebiete

#### Erdbacheinschlupf und Erdbachhöhle
Eine geologische Besonderheit ist das vollständige Versickern des Erdbachs innerhalb der Gemarkung Dorf-Erbach. Der Erdbach tritt bei Stockheim, einem Ortsteil von Michelstadt, wieder ans Tageslicht. Es gibt mehrere Stellen, an denen der Bach versickert. Der „Erdbach-Einschlupf“ und „Erdbach-Austritt“ sind seit 1937 als geologische Naturdenkmale ausgewiesen.
Messungen mit Farbzusätzen ergaben, dass das Wasser für seinen Weg durch das Versickerungsgebiet bis zu 23 Stunden benötigt. Dies lässt auf ein ausgeprägtes Höhlensystem schließen, das bis jetzt auf ca. 400 Metern erforscht werden konnte. Die Erdbachhöhle bei Erbach steht seit 2008 als Natura-2000-Gebiet (FFH-Gebiet 6320-302) unter Schutz.

#### Mümling
Der Lauf der Mümling im Stadtgebiet gehört zum Natura-2000-Schutzgebiet „Oberlauf und Nebenbäche der Mümling“ (FFH-Gebiet 6319-303).

#### Ebersberger Felsenmeer
Das Ebersberger Felsenmeer, eine Blockhalde aus Buntsandsteinfelsen, ist seit 1937 ein geologisches Naturdenkmal. Inzwischen sind auch die umgebenden Waldbestände als Natura-2000-Gebiet (FFH-Gebiet 6320-301) geschützt.

#### Naturschutzgebiete und Naturdenkmale
Als Naturschutzgebiet ist der „Eutergrund bei Bullau“ geschützt. Außerdem sind mehrere markante Einzelbäume sowie das „Silberbrünnchen“ als Naturdenkmale ausgewiesen.

### Regelmäßige Veranstaltungen

#### Wiesenmarkt/Eulbacher Markt
Der Erbacher Wiesenmarkt hieß bis in die 1960er Jahre Eulbacher Markt oder Eulbacher Wiesen(Vieh-)markt, weil er ursprünglich in Eulbach (seit 1972 Stadtteil von Michelstadt) als regional sehr bedeutender Vieh-, Pferde- und Bauernmarkt stattfand. Schon 1824 war der Markt auf eine Freifläche am damaligen nördlichen Stadtrand von Erbach verlegt worden.
Am Eingang des Wiesenmarktes liegt das Schützenhaus. Hier trafen sich 1848 die demokratischen Revolutionäre, und auf dem benachbarten Marktgelände fand im selben Jahr die historische Odenwälder Volksversammlung unter der Leitung des Michelstädter Revolutionärs und Rechtsanwalts Ludwig Bogen statt.
Bis um 1960 war der Vieh- und Pferdemarkt mit den begleitenden Pferderennen und anderen Pferdesportarten der Hauptbestandteil des Eulbacher Marktes. Die Erbacher Trabrennbahn war Teil des Marktgeländes.

#### Erbacher Schlossweihnacht
An den Adventswochenenden im November und Dezember findet jeweils von Freitag bis Sonntag die Erbacher Schlossweihnacht (Weihnachtsmarkt) statt. Der Markt erstreckt sich vom Schlosshof über den Marktplatz bis in die historische Altstadt, das Städtel.

#### Erbach-Michelstädter Theatersommer
Jährliche Freilichttheaterveranstaltung mit einer großen Zahl von regionalen Laienschauspielern, geleitet und organisiert vom Theaterpädagogen und Regisseur Alexander Kaffenberger. Im Wechsel mit dem benachbarten Michelstadt wird der Schlosshof in Erbach alle zwei Jahre zur Theaterbühne.

## Wirtschaft und Infrastruktur
Franz I., der letzte regierende Graf, führte im Jahre 1783 die Elfenbeinschnitzerei ein. Daher trägt die Stadt den Beinamen Elfenbeinstadt. Viele Künstler ließen sich daraufhin nieder. Ihre Werke und ihre Arbeit werden vom 1966 eröffneten Elfenbeinmuseum thematisiert.

### Verkehr
Erbach liegt an der B 45, B 47. Eine seit den 1970er Jahren projektierte Umgehungsstraße der B 45 ist wieder in die Investitionsplanung des Landes Hessen aufgenommen worden.
Mit der Schiene ist Erbach an die Odenwaldbahn von (Frankfurt–Darmstadt/Hanau–Erbach–Eberbach) angebunden. Es gibt zwei Haltestellen: den Haltepunkt Erbach (Odenw.) Nord und den Bahnhof Erbach (Odenw.). Die Bahnhöfe werden im Personenverkehr von Zügen des Eisenbahnverkehrsunternehmens VIAS GmbH im Rahmen des Verkehrsverbundes Rhein-Main-Verkehrsverbundes (RMV) angefahren.

### Radwanderwege
Entlang der Mümling führen folgende Radwanderwege:
- Der 225 km lange 3-Länder-Radweg führt als Rundweg durch das Dreiländereck von Hessen, Baden-Württemberg und Bayern. Entlang von Mümling, Neckar und Main erkundet die Route den Odenwald.
- Der Mümlingtalradweg R1 ist Teil des Drei-Länder-Radwegs und verbindet über 75 Kilometer Hirschhorn am Neckar mit Obernburg am Main.
- Der Hessische Radfernweg R4 beginnt in Hirschhorn am Neckar und verläuft mit einer Gesamtlänge von 385 Kilometern von Süd nach Nord durch Hessen, entlang von Mümling, Nidda und Schwalm nach Bad Karlshafen an der Weser.

### Ansässige Unternehmen
- Robert Bosch GmbH, Werk Erbach, Geschäftsbereich Electric Drives and Controls
- Rowenta, Werk Erbach (wurde im Jahr 2022 geschlossen)
- Koziol, Kunststoffartikel
- Ruheforst GmbH, Verwaltungssitz und Bestattungswald (zwischen Erlenbach und Bullau)

### Bildung
- Schule am Treppenweg (Grundschule)[57]
- Astrid-Lindgren-Schule (Grundschule)[58]
- Freie inklusive Schule Michelstadt & Erbach (Grundschule)[59]
- Schule am Sportpark (integrierte Gesamtschule für 5. bis 10. Klasse)[60]
- Schule am Drachenfeld (Förderschule)[61]
- Brückenschule (Förderschule)[59]

### Behörden
Erbach ist Sitz des Landratsamtes des Odenwaldkreises. In Erbach befindet sich mit der Polizeidirektion Erbach das südlichste Revier im Odenwald. Auch die Arbeitsagentur hat eine Zweigstelle in der Stadt. Die Stadtverwaltung in der Neckarstraße bietet für verschiedene Anliegen in dem Bürgerservicebüro eine gemeinsame Anlaufstelle.

## Persönlichkeiten

### Söhne und Töchter der Stadt
siehe auch: Erbach (Adelsgeschlecht)
- Johann Philipp Preuß (1605– um 1687), führender Bildhauer in Würzburg[62][63]
- Joseph Friedrich von Sachsen-Hildburghausen (1702–1787), Prinz und Regent von Sachsen-Hildburghausen sowie kaiserlicher und Reichsgeneralfeldmarschall
- Johann Philipp Wilhelm Luck (1728–1791), Hofprediger, Kirchenlieddichter und Schriftsteller
- Christian Wilhelm Karl Kehrer (1775–1869), Tier- und Landschaftsmaler, Archivar
- Johann Friedrich Knapp (1776–1848), Abgeordneter und Präsident der 2. Kammer der Landstände des Großherzogtums Hessen
- Moritz Friedrich Illig (1777–1845), Uhrmacher und Erfinder in der Papierproduktion
- Ferdinand Karl Schweikart (1780–1857), Jurist und Mathematiker
- Carl zu Erbach-Erbach (1782–1832), Standesherr
- Friedrich zu Erbach-Erbach (1785–1854), Generalmajor
- Karl Friedrich Wider (1792–1841), Arachnologe
- Wilhelm Reimherr (1793–1843), Offizier und Politiker in der Freien Stadt Frankfurt
- Georg Heinrich von Bezzenberger (1795–1866), Präsident des Württembergischen Obertribunals
- Georg Klett (1797–1855), Arzt
- August Klett (1799–1869), Jurist, Abgeordneter im württembergischen Landtag und in der Frankfurter Nationalversammlung
- Adolf Kehrer (1811–1886), Generalmajor
- Wilhelm Mülberger (1818–1876), Tuchfabrikant und Politiker (Fortschritt) und Abgeordneter der 1. und 2. Kammer der Landstände des Großherzogtums Hessen
- Greta Bickelhaupt (1865–1919), Erzieherin, Heimatdichterin und Schriftstellerin
- Louis Brunner (1865–1950), Gewerkschafter und Politiker (SPD), MdR
- Otto Heinrich Engel (1866–1949), Kunstmaler, einer der Wegbereiter zu einer avantgardistisch-modernen Malerei in Deutschland
- August Schenck zu Schweinsberg (1867–1948), Generalmajor
- Cordt von Brandis (1874–1945), Generalmajor und charakterisierter Generalleutnant
- Ludwig Hasenzahl (1876–1950), Politiker (SPD), Abgeordneter im Reichstag und in der Weimarer Nationalversammlung
- Hans von Hößlin (1880–1947), Generalleutnant und Kommandeur der 188. Gebirgs-Division, als Kriegsverbrecher verurteilt und hingerichtet
- Heinrich List (1882–1942), Landwirt aus Ernsbach, 1942 im Konzentrationslager Dachau ermordet; mit seiner Frau Marie List als Gerechter unter den Völkern geehrt
- Ferdinand Preiss (1882–1943), Bildhauer, führender Elfenbeinschnitzer des Art déco.
- Jakob Trumpfheller (1887–1975), Politiker (SPD), Mitglied des Landtags von Baden
- Wilhelm Dengler (1889–1951), Politiker (SPD) und Bürgermeister von Erbach, Landrat und Abgeordneter des Hessischen Landtags
- Albrecht Glenz (1907–1990), Bildhauer und Dozent
- Erwin Hasenzahl (1914–2008), Bürgermeister von Michelstadt
- Heinz-Otto Müller-Erbach (1921–1984), Kunstmaler
- Hermann Klenner (* 1926), Jurist und marxistisch-leninistischer Rechtsphilosoph
- Paul Heinrich Nodnagel (1928–2009), Kunstmaler der Moderne
- Hans Otto Hahn (1936–2003), evangelischer Theologe, Direktor von Brot für die Welt
- Wolfgang Cezanne (* 1943), Wirtschaftswissenschaftler
- Friedrich Battenberg (* 1946), Jurist, Historiker und Archivar
- Johann Heinrich Kumpf (* 1950), Jurist und Rechtshistoriker
- Verena Gräfin von Roedern (* 1955), Diplomatin
- Ulrich Stroth (* 1957), Physiker
- Uli M Schueppel (* 1958), Filmregisseur und Dokumentarfilmer
- Gerd Gruber (* 1960), Orthopäde und Unfallchirurg
- Frank Lebert (* 1960), Leichtathlet, Trainer und Sport-Marketing-Manager
- Norbert Busè (* 1963), Dokumentarfilmer und Regisseur
- Roland Michael Horn (* 1963), Sachbuchautor, UFO-Phänomen-Forscher
- Judith Lannert (* 1963), Politikerin (CDU), Abgeordnete im Landtag von Hessen
- Dagmar Sacher (* 1966), Richterin am Bundesgerichtshof
- Bettina Meiselbach (* 1969), Kochbuch- und Sachbuchautorin
- Hubertus Mühlhäuser (* 1969), Manager
- Corinna Harder (* 1970), Autorin
- Martina Treusch (* 1972), Filmemacherin
- Torsten Riotte (* 1972), Historiker
- Oka Nikolov (* 1974), Fußballspieler und -torwart
- Swen Harder (* 1974), Autor von Spielbüchern und Rollenspielliteratur
- Senay Gueler (* 1976), House- und Elektro-DJ, Tattoo-Model, Musiker, Blogger und Schauspieler
- Jessica Schwarz (* 1977), Schauspielerin, Synchronsprecherin, Hörbuchsprecherin und Moderatorin
- Alexander Lorenz (* 1978), Fußballspieler
- Katja Benrath (* 1979), Schauspielerin und Regisseurin
- Sandra Funken (* 1980), Politikerin (CDU), Abgeordnete im Landtag von Hessen
- Timo Boll (* 1981), Tischtennisspieler
- Christian Eckerlin (* 1986), MMA-Kämpfer
- Meike Weber (* 1987), Fußballspielerin
- Lukas Billick (* 1988), Fußballspieler
- Tatjana Schoeler (* 1988), Schauspielerin
- Jules Kalmbacher (* 1990), Songwriter, Musikproduzent, Filmkomponist und Unternehmer
- Jonas Rutsch (* 1998), Radrennfahrer
- Denis Huseinbašić (* 2001), Fußballspieler

### Mit der Stadt verbundene Persönlichkeiten
- Ludwig Gottfried Klein (1716–1756), Mediziner und Rat und Leibarzt der Grafen von Erbach
- Johann Wilhelm Wendt (1747–1815), Baumeister von Graf Franz I. zu Erbach-Erbach und Silhouettenschneider
- Wendelin Brohm (1887–1980), Kommunalpolitiker der USP/SPD, AWO-Kreisvorsitzender, Träger des Bundesverdienstkreuzes, Träger der Bronzenen Ehrenplakette des Kreises Erbach
- Rudolf Hagelstange (1912–1984), Schriftsteller
- Walter Masing (1915–2004), Physiker und Unternehmer
- Katrin Dörre-Heinig (* 1961), Langstreckenläuferin
- Serap Çileli (* 1966), Buchautorin
- Corinna Harder (* 1970), Autorin